# Sisis rotundus
Sisis rotundus là một loài nhện trong họ Linyphiidae.
Loài này thuộc chi Sisis. Sisis rotundus được James Henry Emerton miêu tả năm 1925.